# Бельськ (гміна)
Бельськ (гміна) (пол. Gmina Bielsk) — сільська гміна у центральній Польщі. Належить до Плоцького повіту Мазовецького воєводства.
Станом на 31 грудня 2011 у гміні проживало 9149 осіб.

## Площа
Згідно з даними за 2007 рік площа гміни становила 125.53 км², у тому числі:
- орні землі: 89.00%
- ліси: 4.00%

Таким чином, площа гміни становить 6.98% площі повіту.

## Населення
Станом на 31 грудня 2011:
| Опис     | Загалом | Загалом | Чоловіки | Чоловіки | Жінки | Жінки |
| -------- | ------- | ------- | -------- | -------- | ----- | ----- |
| одиниця  | осіб    | %       | осіб     | %        | осіб  | %     |
| все      | 9149    | 100     | 4567     | 49.92    | 4582  | 50.08 |
| міське   | 0       | 100     | 0        |          | 0     |       |
| сільське | 9149    | 100     | 4567     | 49.92    | 4582  | 50.08 |

## Сусідні гміни
Бельськ (гміна) межує з такими гмінами: Ґоздово, Дробін, Завідз, Радзаново, Стара Біла, Старожреби.